# Jaar (Yémen)
Pour les articles homonymes, voir Jaar.
Jaar, aussi orthographié Jaʿār (en arabe : جعار) est une ville du Yémen située dans le gouvernorat d'Abyan.
Dans les années 1960, Jaar était la capitale du Sultanat du Bas-Yafa.